# Babka czerwonopyska
Babka czerwonopyska (Gobius cruentatus) - gatunek ryby z rodziny babkowatych.

## Występowanie
Wsch. Atlantyk od płd.-wsch.. Irlandii na płn. po Maroko na płd. oraz Senegal i Morze Śródziemne.
Występuje w wodach przybrzeżnych na głębokości 15 - 40 m, na dnie kamienistym, piaszczystym lub wśród trawy morskiej.

## Cechy morfologiczne
Osiąga 18 cm długości.

## Znaczenie
Hodowana w akwariach.